# Toma (Fernsehserie)
Toma ist eine US-amerikanische Krimiserie von Produzent Stephen J. Cannell, von der 1973 eine Staffel produziert wurde. Nach dem überraschenden Ausstieg des Hauptdarstellers wurde sie 1974 eingestellt.

## Handlung
Detective David Toma ist als verdeckter Ermittler für die Polizei von Newark, New Jersey, im Einsatz. Dort ist er als Einzelgänger bekannt, der häufig mit unorthodoxen Methoden arbeitet. Obwohl die Alleingänge sowohl seiner Familie wie auch seinen Vorgesetzten ein Dorn im Auge sind, sprechen seine Erfolge gegen das organisierte Verbrechen für sich. Hierzu bedient er sich seiner Fähigkeit, sein Aussehen zu verändern und so völlig unerkannt zu bleiben.

## Figuren

### Hauptfiguren

#### David Toma
Ein verdeckter Ermittler der Polizei, der einem Chamäleon gleich sein Aussehen ändern kann.

#### Patty Toma
Seine Ehefrau, die sich wegen der gefährlichen Einsätze ihres Mannes große Sorgen macht.

#### Inspector Spooner
Vorgesetzter von David Toma, der zwar mit dessen Methoden nicht immer einverstanden ist, ob der erzielten Erfolge jedoch stets ein Auge zudrückt.

## Hintergrund
Die Serie basiert, ähnlich wie die wenig später entstandene Krimiserie Serpico, auf einer real existierenden Person. Der wahre Detective David Toma wirkte in verschiedenen kleinen Rollen an der Serie mit und steuerte auch ein Episodendrehbuch bei.
Als Hauptdarsteller Tony Musante nach dem Ende der ersten Staffel überraschend ausstieg, verpflichtete der Sender Robert Blake zunächst als neuen Hauptdarsteller. Später entschied man sich, die Serie einzustellen, und mit Blake eine neue Serie zu starten. Hieraus wurde Baretta, die auf 82 Folgen in vier Staffeln kam.